# Élections législatives bosniennes de 2014
Les élections législatives bosniennes de 2014 ont eu lieu le 12 octobre 2014 pour élire 42 représentants à la Chambre des représentants, dans le cadre des élections générales bosniennes de 2014.